# Ayacha (Maroc)
Pour les articles homonymes, voir Ayacha.
Ayacha est un village marocain situé dans la province de Larache.